# Lavra (samostan)
Lavra, tudi Laura ali Laure (cirilično Лавра, iz starogrščine Λαύρα 'ulica, uličica, hodnik') je v zgodnjem krščanskem in kasneje pravoslavnem meništvu kraj, v katerem živi skupina puščavnikov v obliki celic ali jam, v katerih so menihi ločeni drug od drugega kot anhoreti, vendar skupaj obhajajo liturgijo in poročajo tudi skupnemu opatu (abbas).

## Izvor
Začetki tega puščavniškega načina življenja so v zgodnjem krščanskem Egiptu in Palestini v 4. stoletju; tam veljajo za njihovo jedro puščavniška naselja v puščavi Vadi El Natrun: prvo lavro je leta 328 ali 335 ustanovil Hariton Spovednik v Faranu; drugo je ustanovil v Duki blizu Jordana. Njegovemu zgledu so kasneje sledili npr. Evtimij Veliki, Gerasim in Saba Posvečeni. Gerasim je svoji lavri dal pravilo: menihi so morali najprej voditi skupno življenje. Ko so se izkazali za sposobne, so jim dodelili celico, kjer so pet dni na teden preživeli brez ognja ali v popolni tišini kuhali hrano, opravljali svoje delo in se posvečali molitvi. Nato so se ob sobotah in nedeljah zbirali na skupnih bogoslužjih in jedli kuhano jed z nekaj vina. Od več kot 130 palestinskih samostanov od 4. do 7. stoletja je bilo vsaj dvajset laver. Poleg Lavre iz Farana in zlasti tako imenovane Velike lavre Mar Saba, ki jo je ustanovil Saba Posvečeni, so še tiste sv. Evtimija (Chirbet el-Merd) z 38 skalnimi slikami, Firminos-Lavra, središče origenizma - skalna cerkev in krstilnica sta bili odkriti leta 1928 v Chirbetu Duwerju - in tudi nekdanja Lavra iz Kozibe (samostan sv. Jurija (Wadi Qelt)), ki je še vedno naseljena z grškimi pravoslavnimi menihi.
Ko je končno prevladalo meništvo, so izraz lavra prevzeli tudi drugi pravoslavni samostani, na primer samostan Megisti Lavra (Velika lavra) na gori Atos. Na podlagi tega je bila oznaka prenesena kot častni naziv v pomembne samostane Ruske pravoslavne cerkve.

## Oblika stavbe
Lavra v Palestini iz pozne antike je imela običajno cerkev kot osrednjo točko. Okoli nje so bile stavbe za komunalno rabo, okoli katerih so bile združene posamezne sidrne celice. To jo je razlikovalo od zgodnjih obzidanih samostanov cenobitov.
Številne lavre so bile kmalu po ustanovitvi predelane in obnovljene v cenobitske samostane. Razlog za to je bil tudi vse večji gospodarski pomen sprejema romarjev in oskrbe bolnikov, kar je bilo bolje v zaprtih in bolj organiziranih skupnostih.

## Samostan / lavra s častnim nazivom
Le nekaj samostanov v današnji Rusiji in Ukrajini nosi častni naziv lavra:
- Kijevsko-Pečerska lavra, Ukrajina (od leta 1688)
- Počajivska lavra Marijinega vnebovzetja v Ternopilski oblasti, Ukrajina (od 1833)
- Svjatogirska lavra Marijinega vnebovzetja v Doneški oblasti, Ukrajina (od 2004)
- Trojiški samostan sv. Sergija severovzhodno od Moskve (od leta 1774)
- Samostan Aleksandra Nevskega v Sankt Peterburgu (od 1797)

## Nekatere druge pomembne lavre
- Carigradski ekumenski patriarhat:
  - Velika lavra, gora Atos (10. stoletje):
- Gruzijska pravoslavna cerkev:
  - Samostanski kompleks David Gareja (od 1505)
- Grška cerkev:
  - Agia lavra (od leta 961)
- Grška pravoslavna cerkev v Jeruzalemu:
  - Mar Saba (532)
- Poljska pravoslavna cerkev:
  - Supraślski pravoslavni samostan (od leta 1505)
- Romunska pravoslavna cerkev:
  - Samostan Neamț (od 15. stoletja)
- Ukrajinska grkokatoliška cerkev:
  - Univska lavra (od 1898)